# 아시노

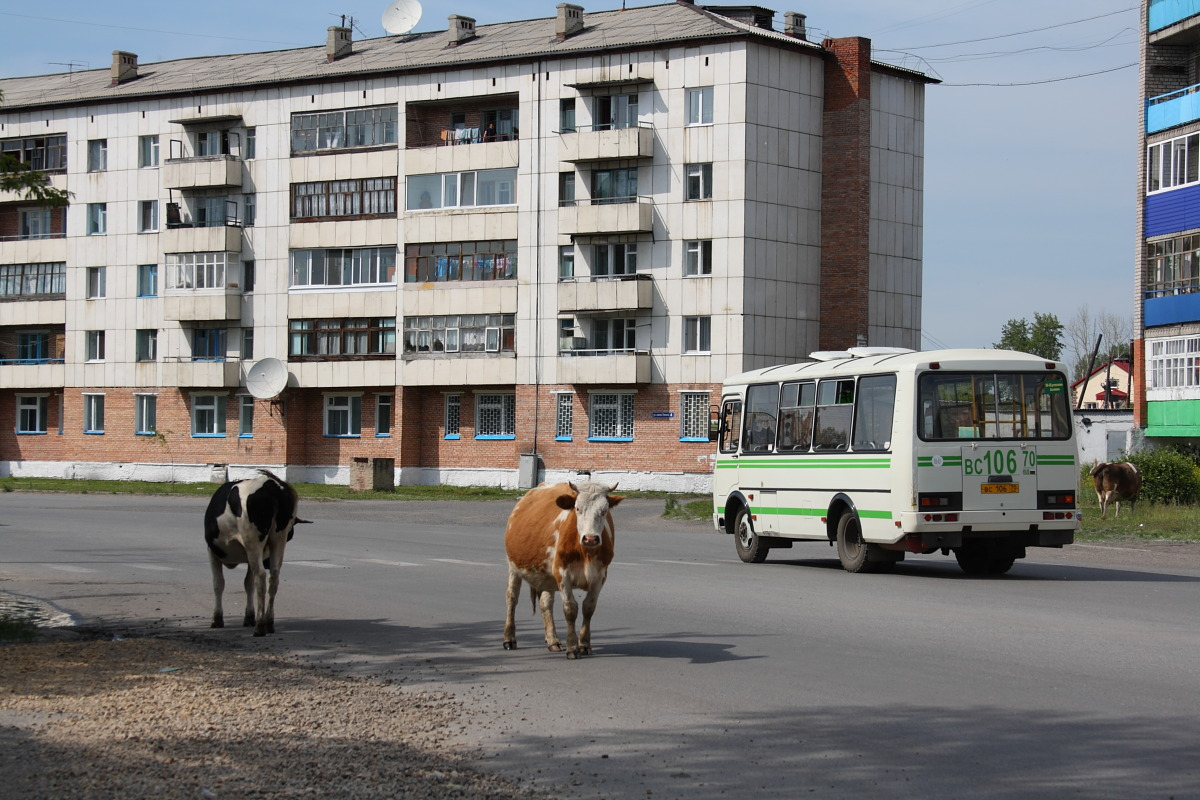

아시노(Асино)는 톰스크주에 있는 도시로 인구는 3만명이다. 이도시로 출림강이 흐른다.
오비강의 지류의 출림강의 좌안에 위치하고 하항이나 철도역이 있다.

## 역사
1896년에 노브고로드주로부터 온 이주자에 의해서 취락이 만들어졌을 때, 황제 니콜라이 2세의 여동생 쿠헤니아에 연관되어 크세니에프스키(Ксениевский, Ksenievsky)라고 이름이 붙여졌다
1933년에 아시노라고 개칭하였으나 아시노라고 하는 이름도, 쿠헤니아의 애칭인 아샤로부터 가져온 것이다.
1952년에 도시로서 등록되었다.

## 산업
목재 가공의 큰 공장이 있지만, 현재는 가동하고 있지 않다. 독일이나 중국으로부터의 자본에 의해 조업의 재개가 계획되고 있다.